# 西班牙人营
西班牙人营（俄语：Эспаньола），也称为埃斯帕诺拉营。西班牙人营是俄罗斯军事组织，由莫斯科中央陆军、泽尼特、斯巴达克、火车头等各个俱乐部的足球迷组成，也是活跃在顿巴斯的俄罗斯民兵武装组织之一，最初隶属于顿涅茨克人民共和国东方旅。从2024年下半年开始，“伊斯帕尼奥拉”隶属于俄罗斯联邦国防部“志愿军”第88侦察破坏旅。自2024年6月起，Espanola LLC正式注册为一家从事“提供安全咨询服务”的公司。

## 政治背景
据 《Cherta》杂志 报道，西班牙人营与俄罗斯联邦副总理弗拉迪斯拉夫·苏尔科夫和统一俄罗斯党有联系。

## 历史[3][4]
西班牙人营的历史可以追溯到2014年。在那时，俄罗斯莫斯科中央陆军足球队最著名的球迷团体之一红蓝勇士队的代表斯坦尼斯拉夫·奥尔洛夫（呼号为“西班牙人Испанец”）来到顿巴斯支持顿巴斯民兵。他本人曾一度在俄罗斯武装部队近卫空降师第106师服役。 2014年至2015年，奥尔洛夫担任顿巴斯民兵指挥官伊戈尔·贝兹勒（呼号“Bes”）的私人助理。
2015年，奥尔洛夫拥有了自己的侦察分队“骷髅会”。他参加了德巴尔采沃和戈尔洛夫卡的战斗。当时球队中只有少数球迷；大多数俄罗斯极端分子为西班牙营的队伍筹集人道主义援助。但八年后，斯坦尼斯拉夫·奥尔洛夫将宣布成立西班牙营，武装小队将发展成为一支完全由足球流氓组成的武装。
2022年2月24日之后，西班牙人营积极参加了前线各地的战斗。早在2022年俄乌战争的头几个月，西班牙人率领的足球迷们就参加了围攻亚速钢铁厂的战斗，战斗地点在赫尔松和扎波罗热方向、乌格勒达和阿夫杰耶夫卡附近。
2023年2月，它转变为拥有自己军事训练场的成熟 PMC。
2023年8月，前俄罗斯国家队足球运动员安德烈·索洛马金（Andrey Solomatin）宣布加入西班牙人营，前往乌克兰作战.
2024年，西班牙营与俄罗斯军队的其他部队一起攻击恰索夫亚尔。
同年，海军支队组建。据称这是一支集科技、海陆作战能力和高机动性于一体的部队。该支队于2024年底组建，旨在与俄罗斯国防部和俄罗斯联邦安全局边防部队的部队协同保卫克里米亚海岸。该支队负责海岸警卫，并在其责任区内使用FPV无人机摧毁无人艇（UBK）。

## 成员来源[7]
西班牙人营的大部分人员都是足球极端分子，其中一些人公开拥护新纳粹观点。
2023年起，通过PMC“Redut”组织“西班牙人营的人员招募工作。
2023年5月，该队伍已拥有 550 名人员，其中包括来自俄罗斯各地的约 100 名FPV无人机操作员，以及莫斯科中央陆军、火车头、圣彼得堡泽尼特等国内多家足球俱乐部的球迷。

## 标志和格言

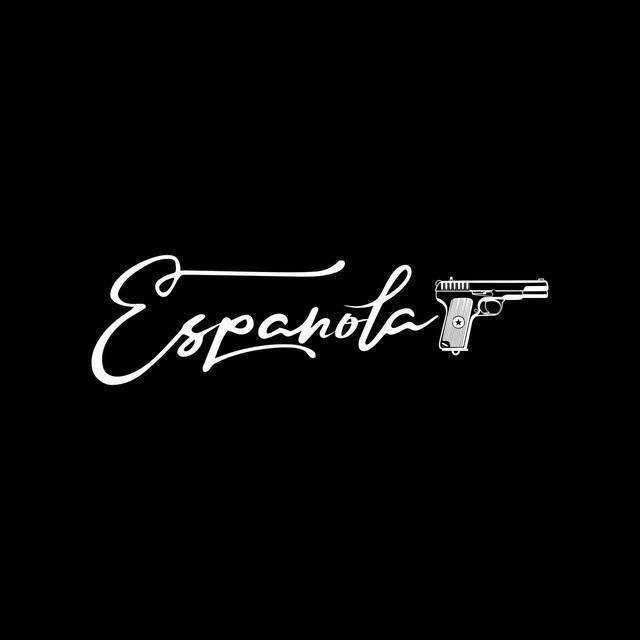
西班牙人营的旗帜

西班牙人营的标志之一是一个交叉骨的头骨和一个圆形铭文和格言：“我期待着死者的复活和下个世纪的生活。阿门”据称此格言来自高加索战争的俄罗斯将军雅科夫·彼得罗维奇·巴克拉诺夫。

## 类似组织
- 俄罗斯莫斯科营
- 乌克兰亚速营